# EB 119A
Die zweiachsigen gedeckten Güterwagen nach Musterblatt 119A wurden von den Belgischen Staatsbahnen (Chemins de fer de l’État belge, abgekürzt EB, auch L’État belge) ab 1898 eingesetzt.

## Geschichte
1898 ließen die EB 100 Exemplare dieser Baureihe bauen. Der Wagen 58051 entstand erst 1899 und wurde von der Wagenbauanstalt Canon Legrand extra für die Weltausstellung in Paris 1900 gebaut (siehe: Liste von Eisenbahnwagen auf der Weltausstellung Paris 1900).
Die Wagen waren bronzebraun gestrichen und hatten eine weiße Beschriftung.
Alle Wagen wurden noch vor 1956 ausgemustert.